# Can Pou (Mataró)
Can Pou és una masia de Mataró (Maresme) protegida com a bé cultural d'interès local.

## Descripció
Can Pou és la suma d'una masia antiga, probablement del segle xv de dos cossos de dues plantes i la masia principal realitzada a inicis del segle xviii, de tres cossos i tres plantes, juntament amb la capella i les edificacions pel bestiar. Tots cinc cossos són perpendiculars a la façana.
L'edificació principal presenta una teulada a quatre vessants i una façana de composició asimètrica. En planta baixa un portal quadrat de pedra i tres petites finestres, en planta pis tres balcons, i quatre finestres i un rellotge de sol a la planta golfes. L'edificació acaba amb un ràfec monumental de cinc fileres. La masia antiga, amb teulada a dues vessants, presenta un portal de pedra de mig punt i dos balcons al primer pis. Annex a aquest edifici es troba la capella, d'un senzill estil barroc, d'una sola nau amb petit deambulatori.

## Història
La masia antiga sembla una construcció del segle xv, i està totalment integrada a l'edificació principal construïda el 1712 per Joan Pou tal com indica la llinda del balcó central: "Any 1712 Joan Poume fesyt".
La capella és segurament també de 1712, tot i que la primera referència és del Directori del rector Damià Sumalla del 1780, on consta com una de les tretze capelles públiques de Mataró, anomenant-la Torre d'en Pou.